# بدینتسی
بدینتسی (به بلغاری: Bdintsi) یک منطقهٔ مسکونی در بلغارستان است که در شهرستان دوبریچکا واقع شده‌است.